# Battaglia di Püchen
La battaglia di Püchen fu combattuta nell'estate del 919, tra un esercito di razziatori magiari e il neoeletto re dei Franchi orientali Enrico I, e si concluse con una vittoria ungara. Questa battaglia faceva parte di una campagna di razzie magiare a lungo raggio, che durò tra l'estate del 919 e la fine dell'inverno o l'inizio della primavera del 920, e prese parte a regni come quello dei Franchi Orientali, dei Franchi Occidentali, di Borgogna e d'Italia; i magiari vinsero battaglie contro il re franco orientale Enrico I e il re borgognone Rodolfo II, mentre il re franco occidentale e lotaringio Carlo il Semplice non ebbe il coraggio di affrontarli.

## Fonti
Il Chronicon di Tietmaro di Merseburgo presenta l'unica fonte di questa battaglia. Invece per quanto riguarda la campagna magiara contro la Sassonia è presente anche l'Antapodosis di Liutprando da Cremona, gli Annales Corbeienses, ecc.

## Contesto
Dopo la sconfitta di Presburgo nel 907, che portò alla morte di suo padre Luitpoldo e di gran parte dell'élite bavarese, il nuovo duca di Baviera, Arnolfo, cercò di modellare un modus vivendi con i magiari, che consisteva nel pagare loro un tributo, lasciare che i loro eserciti attraversassero le sue terre quando andavano ad attaccare altri paesi, e utilizzare il loro aiuto per sconfiggere i suoi nemici. Quando nel 914 fu cacciato dal suo trono dal re dei Franchi Orientali Corrado I, si ritirò con la sua famiglia in Ungheria e, dopo un tentativo fallito nel 916, riconquistò il suo ducato con l'aiuto dei magiari nel 917. Questo avvenne mentre i magiari, continuando la loro campagna verso ovest, occuparono e bruciarono Basilea, città che era stata, diversi mesi prima, catturata da Corrado I dai sostenitori di Arnolfo e dal suo alleato, Burcardo II, duca di Svevia. Corrado era un nemico dei magiari e cercava di opporsi a loro, e si mostrò infuriato dall'alleanza tra il suo figliastro Arnolfo (era sposato con la madre di Arnolfo, Cunegonda) e i magiari, e dal fatto che lui, invece di fermarli sui suoi confini, li lasciava passare indenni ogni volta che intraprendevano una campagna verso occidente. Quindi, questa fu una delle cause dell'ostilità tra il re e il duca. Dopo che Arnolfo tornò con la sua famiglia e riprese il ducato, Corrado attaccò nuovamente la Baviera, ma fu sconfitto e ferito da Arnolfo in una battaglia, e morì il 23 dicembre 918. Con la morte di Corrado I, Arnolfo, aiutato dal duca di Svevia Burcardo II, sperava di poter essere eletto re dei Franchi Orientali ma il sovrano, in punto di morte, designò il duca di Sassonia Enrico come nuovo re; scelta confermata anche dall'assemblea di Fritzlar, nel maggio 919, ad opera dei nobili di Sassonia e Franconia.

## Preludio
Gli storici concordano sul fatto che la campagna magiara del 919-920 iniziò a causa della sete di vendetta di Arnolfo, perché Enrico l'Uccellatore fu eletto re e non lui. Liutprando da Cremona scrive che la causa della campagna era costringere il nuovo re a pagare un tributo, e lo strumento più persuasivo per convincerlo era un esercito. Liutprando si riferisce al fatto che Corrado I pagava un tributo ai magiari (tuttavia, questa informazione non è rafforzata da altre fonti contemporanee), e i magiari volevano che questo tributo continuasse ad essere versato anche durante il regno di Enrico. Inoltre, lo stesso resoconto dei cronisti sul pagamento del tributo da parte di bavaresi, svevi, franchi e sassoni si riferisce a questo periodo, che inizia dal 910 Ecco perché i magiari volevano sapere se il tributo ricevuto da loro dai ducati franco orientali sarebbe continuato o no, in quanto avevano paura che un re forte potesse cambiare questa situazione, unendo contro di loro le forze dei ducati.
Enrico combatté con i magiari anche prima del 919. Ad esempio, nel 915, quando era appena duca, attaccarono la Sassonia, Enrico o uno dei suoi comandanti era stato sconfitto da loro ad Eresburgo, e durante la stessa campagna incendiarono la città di Brema.

## Battaglia
In Sassonia, l'esercito di Enrico affrontò i magiari a Püchen. Sfortunatamente, non abbiamo un resoconto dettagliato della battaglia dal Chronicon di Tietmaro (come già detto, rappresenta l'unica fonte contemporanea che menziona la battaglia), che riporta solo che il re Enrico voleva fermarli a Püchen, ma fu sconfitto e si salvò per il rotto della cuffia la vita fuggendo nella suddetta città.
Tuttavia, una fonte secondaria può illuminarci su alcuni aspetti della battaglia. Liutprando da Cremona, quando descrive la battaglia di Riade combattuta nel 933 in cui lo stesso re Enrico sconfisse i magiari, trascrive il discorso che il re pronunciò ai suoi soldati prima della battaglia. Enrico ordinò alla sua cavalleria di attaccare i magiari in un'unica ed ininterrotta linea, tenendo i loro scudi per respingere le frecce del nemico, e poi di caricarli senza rompere i ranghi. Così agli arcieri magiari sarebbe stato impedito di incoccare le loro frecce e tirare di nuovo, e i magiari leggermente corazzati non sarebbero stati in grado di resistere alla carica della cavalleria pesante franco orientale Per questo motivo, Enrico ordinò alla sua cavalleria pesante di attaccare in formazione i magiari al loro primo attacco, cacciandoli dal campo di battaglia senza permettere loro di riorganizzarsi e attaccare di nuovo. Questo attacco precoce dei franco orientali, inusuale nel loro modo di combattere, prevenne le pesanti perdite provocate dalle frecce magiare in un lungo combattimento, che impedì anche la dissoluzione del loro ordine di battaglia, mentre il nemico corazzato leggero non aveva alcuna possibilità di successo contro il muro di scudi e lance della cavalleria pesante che avanzava. Ciò dimostra che nel 933, Enrico aveva una profonda conoscenza delle tattiche di guerra nomadi degli magiari, basate sullo sconvolgimento dell'ordine di battaglia dei nemici, per poi "coprire" con le loro frecce le linee nemiche aggrovigliate e mischiate, tutto ciò senza che il loro ordine di battaglia subissero pesanti perdite. Il sovrano acquisì questa conoscenza grazie alle battaglie combattute in precedenza contro i magiari. Secondo le fonti, l'ultima battaglia che combatté contro di loro fu la battaglia di Riade. È molto probabile che abbia usato la sua esperienza acquisita dalle tattiche di magiari viste in questa battaglia, e sulla base di questo, trovò una soluzione efficace per contrastare queste tattiche. La soluzione usata così da re Enrico riflette le tattiche usate dai magiari nella battaglia di Püchen.

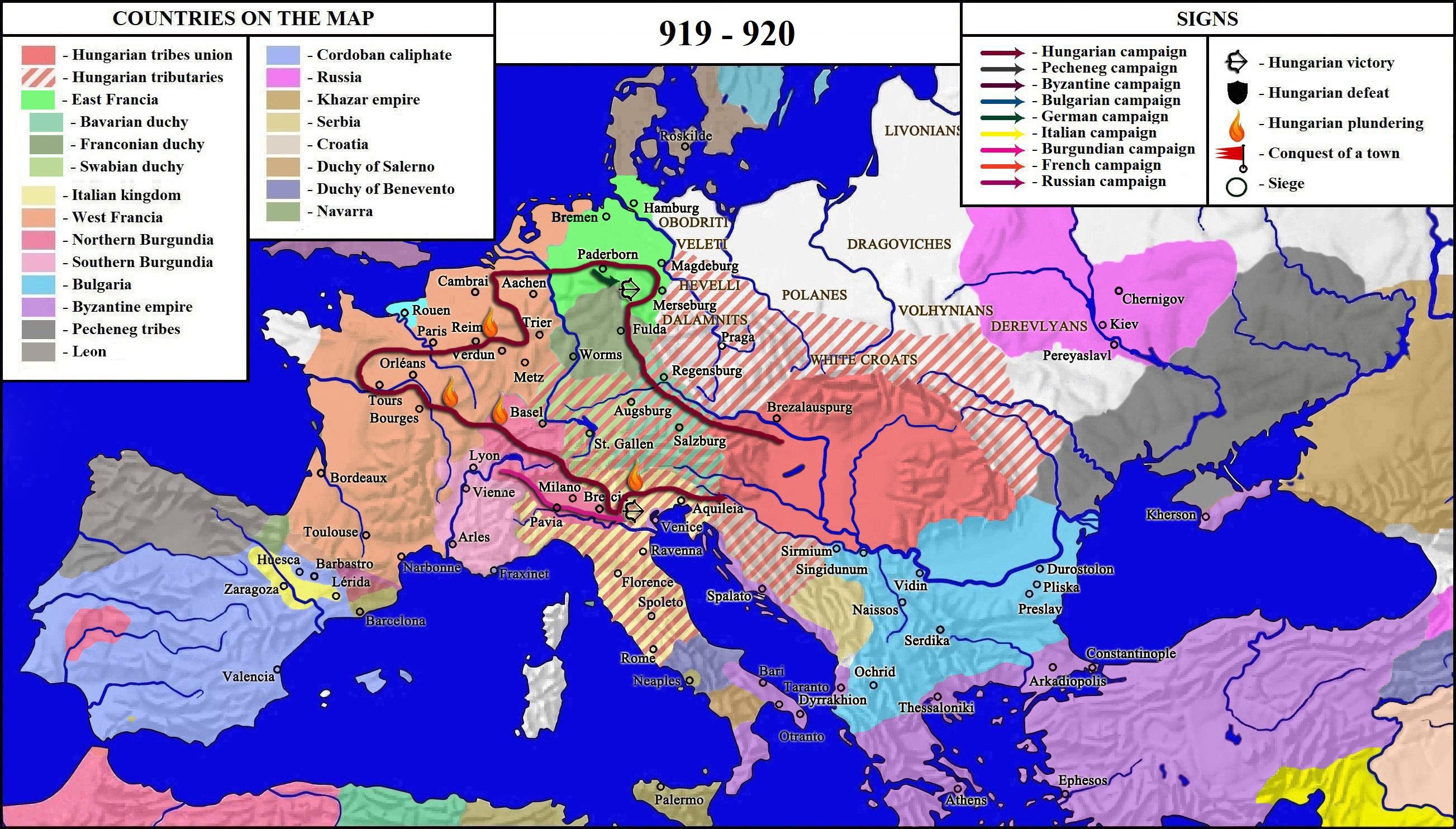
Le incursioni magiare in Europa del 919-920, che portò alle vittorie magiare di Püchen contro il re dei Franchi Orientali e del 920 contro il re di Borgogna e dal 920 in Italia.

Sulla base di questa fonte secondaria, possiamo concludere che nella battaglia di Püchen i magiari usarono la loro tattica di guerra più nota: l'esercito magiaro aveva unità che attaccavano e scagliavano frecce a distanza alle linee franco orientali, che si difendevano usando i loro scudi. Ad un certo momento le unità magiare attaccanti finsero di ritirarsi, attirando i franco orientali dietro di loro in un luogo dove le principali forze magiare aspettavano, circondando le linee di battaglia franche orientali ormai disintegrate, che a causa di ciò non potevano più essere controllate. Dopo aver lanciato su di loro tempeste di frecce da tutte le direzioni, i magiari alla fine terminarono il lavoro in corpo a corpo con le loro spade e lance.
Come accennato in precedenza, il re fuggì nella città di Püchen. Per ringrazia la città, diede alla gente di Püchen grandi privilegi, che erano i più grandi del paese, e oltre a questo, fece anche loro dei regali. Questi grandi privilegi e ricchi doni mostrano che il re Enrico era in grave pericolo di perdere la vita, quindi la sua sconfitta e le sue perdite dovevano essere pesanti. Sulla base degli Annales Corbeienses, sappiamo che dopo la battaglia, i magiari «saccheggiarono crudelmente la Sassonia», e presero una grande quantità di bottino. Non sappiamo se questa battaglia abbia avuto altre conseguenze, ad esempio la ripresa del pagamento dei tributi da parte del re franco orientale. Tuttavia, nel 924, dopo un'altra campagna in Sassonia, quando il re, ricordando ancora la sua sconfitta a Püchen e sentendosi troppo debole per resistere ulteriormente, si ritirò nel castello di Werla. Successivamente, la cattura accidentale di un importante principe o comandante magiaro nelle mani dei franco orientali indusse i magiari a negoziare con Enrico, dopo di che fu concluso un trattato di pace in cui il re accettò di pagare un tributo ai magiari per nove anni.

## Conseguenze
Dopo la vittoria su Enrico, l'esercito magiaro continuò la campagna verso il regno dei Franchi Occidentali entrando in Lotaringia verso la fine del 919. Il re dei Franchi Occidentali Carlo il Semplice inviò un ordine a tutti i nobili e alle forze del ducato di unirsi al suo esercito, per combattere contro di loro, ma a parte Erveo, l'arcivescovo di Reims, e i suoi 1500 soldati, nessuno voleva rischiare le loro vite. Così il re dovette ritirarsi in una delle sue città fortificate e lasciare che saccheggiassero il suo regno; essi saccheggiarono la Lotaringia e molte parti della Francia. Il fatto che il re francese e i suoi nobili abbaino lasciato ai magiari di fare ciò che volevano nel regno mostra quanto avessero paura di combattere contro di loro in una battaglia aperta, avendo certamente sentito le notizie delle pesanti sconfitte subite dai Franchi Orientali, che causarono così tante morti tra i duchi e i nobili del paese vicino.

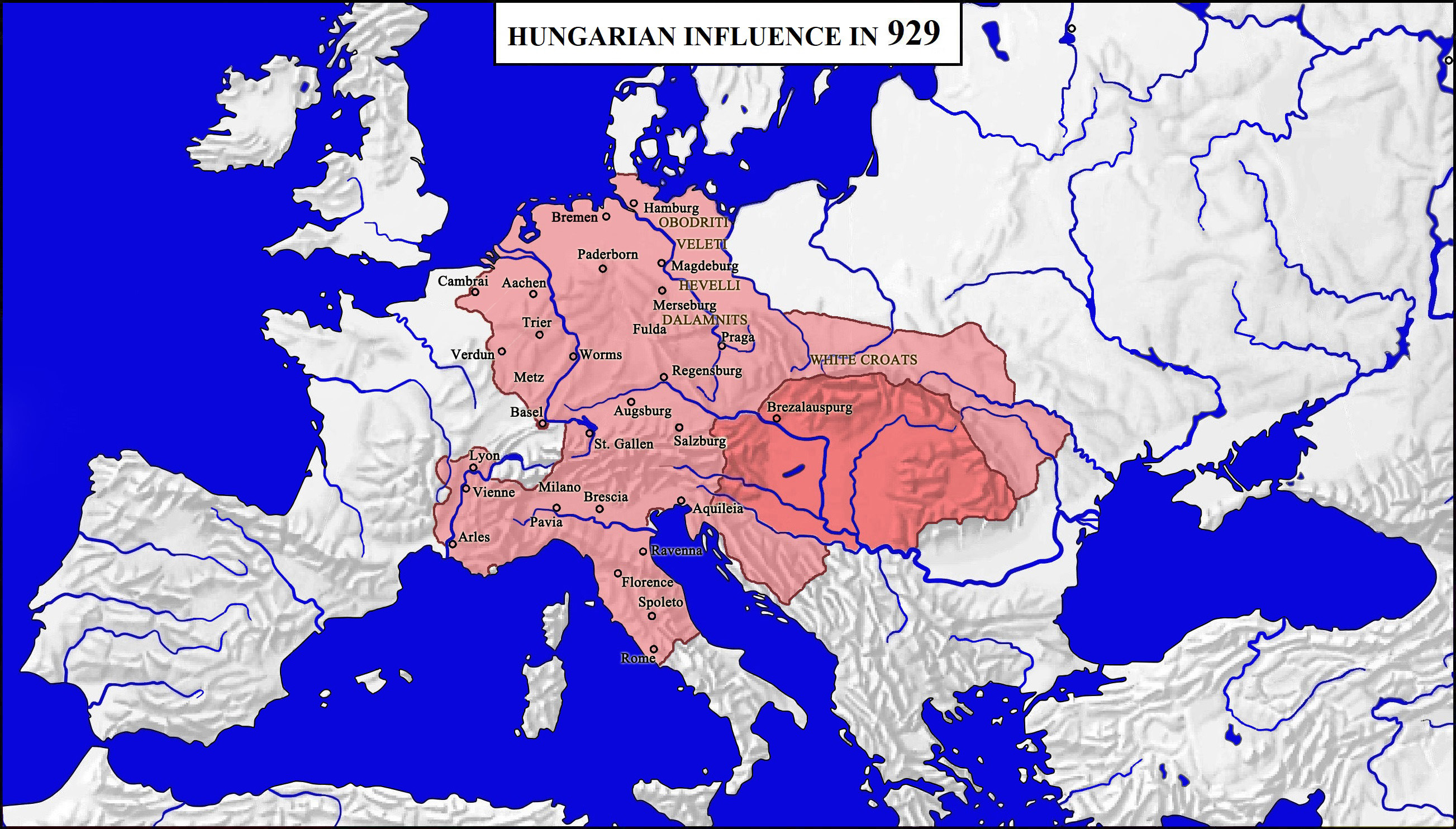
L'Ungheria e le regioni che le hanno pagato tributi o protezione tra il 926 e il 932

Nell'inverno dell'anno 920, i magiari compaiono prima in Borgogna, poi nel regno d'Italia, in Lombardia, venendo da nord-ovest o ovest, cioè dal regno dei Franchi Occidentali. Questo percorso sarà utilizzato da loro anche in altri anni, ad esempio nel 937 e nel 954. La maggior parte degli storici conclude che la campagna d'Italia del 920 fu condotta dai magiari che sconfissero Enrico e saccheggiarono la Lotaringia e la Francia, ormai in marcia verso casa. Oltre a ciò, l'Italia sembrava essere un'ovvia via di ritorno per i magiari, perché il suo imperatore, Berengario I, era uno dei loro più fedeli alleati. Avevano anche un'altra ragione: alcuni dei grandi italici erano scontenti di Berengario e invitarono il re dell'Alta Borgogna Rodolfo II, a essere il loro sovrano. Così, Rodolfo II attaccò l'Italia attraverso la Lombardia. Poiché Berengario pagava tributi ai magiari, e in cambio si impegnavano a difenderlo contro i suoi nemici, essi lo aiutarono; inoltre, l'imperatore aveva molti amici personali tra i comandanti magiari È certo che inviò degli inviati presso i magiari, che erano in Francia, per aiutarlo contro Rodolfo. Ecco perché nel febbraio 920, l'esercito ungherese di ritorno raggiunse da dietro l'esercito del re borgognone e dei suoi alleati italici, e li sconfisse, e poi saccheggiò i dintorni di quelle città italiane (per esempio Bergamo), che sostenevano Rodolfo. Nonostante la sua sconfitta, Rodolfo II continuò ad essere il candidato al trono italiano, sostenne le rivolte italiche e attaccò l'Italia, e Berengario usò di nuovo le truppe magiare contro di loro. Ad esempio, nel 921 le truppe magiare guidate da Dursac e Bogát sconfissero gli insorti italiani tra Brescia e Verona, e il 24 marzo 924 le forze magiare guidate da Szalárd occuparono Pavia, capitale del regno italico, su richiesta di Berengario, perché la città divenne sostenitrice di Rodolfo II. Berengario I fu però assassinato il 7 aprile 924 a Verona, ed infine Rodolfo II fu eletto re d'Italia. Ma presto anche gli italici si ribellarono contro di lui, e nel 926 fu sconfitto e costretto a rinunciare al regno italiano dal suo ex alleato, Ugo d'Arles, alleato dei magiari. Ugo d'Arles divenne re d'Italia, e il prezzo fu che iniziò a pagare un tributo ai magiari.
La vittoria magiara a Püchen assicurò la superiorità militare magiara nell'Europa centrale, occidentale e meridionale per altri quattordici anni (fino al 933 con la battaglia di Riade), rafforzò le loro alleanze con i paesi che pagavano loro tributi (Baviera, Svevia, regno d'Italia), assicurò, dal 924, il tributo del regno dei Franchi Orientali, e ampliò la lunghezza e la portata delle campagne magiare fino alle coste dell'Oceano Atlantico, ai confini della Spagna e dell'Italia meridionale.